# 中村清一郎
中村 清一郎（なかむら せいいちろう、1870年10月5日（明治3年9月11日）- 1938年（昭和13年）7月17日）は、日本の農業経営者、政治家。衆議院議員。

## 経歴
武蔵国葛飾郡広戸沼村（のちの埼玉県北葛飾郡田宮村、現:北葛飾郡杉戸町広戸沼）で生まれる。1890年、東京学館を卒業し、農業を営む。日清戦争に従軍した。
北葛飾郡書記、田宮村会議員、北葛飾郡会議員などを務め、社会事業、産業振興に尽力した。
1904年3月、第9回衆議院議員総選挙で埼玉県選挙区から立憲政友会所属で出馬して当選し、衆議院議員を一期務めた。
その後、信用組合理事、埼玉県会議員を務めた。